# Фернан Кнопфф
Ферна́н Кнопф (фр. Fernand Khnopff), повне ім'я: Фернан-Едмон-Жан-Марі Кнопф / фр. Fernand-Edmond-Jean-Marie Khnopff; 12 вересня 1858, Гремберген, поблизу Дендермонде, Бельгія — 12 листопада 1921, Брюссель, Бельгія) — бельгійський художник, графік, скульптор і мистецтвознавець, головний представник бельгійського символізму. Франскільон.

## Життя і творчість

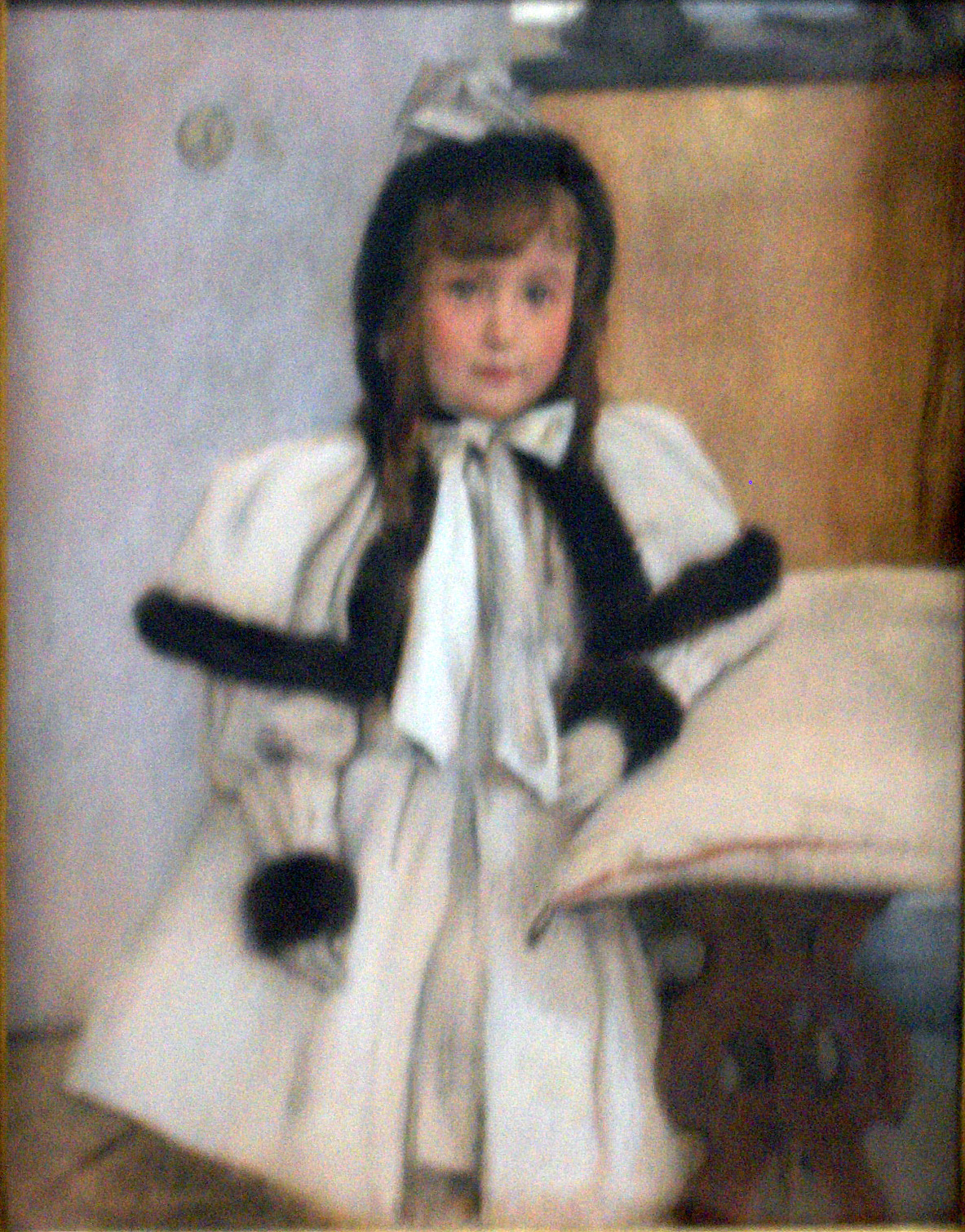
Портрет панни Жермен Вінер, 1893, Королівський музей витончених мистецтв, Брюссель

Фернан Кнопфф виріс у Брюгге, пізніше переїхав з батьками у Брюссель. Спершу, за наполяганням батька, вивчав юриспруденцію, та згодом перевівся у Брюссельську Академію мистецтв, де і почалася його кар'єра як пейзажиста і портретиста. Його наставником був Ксав'є Меллері. 
У 1877 році Кнопфф побував у Парижі, де на нього велике враження справив Ежен Делакруа, в Англії він познайомився з прерафаелітами. 
У наступному (1878) році на Всесвітній виставці в Парижі молодий митець познайомився з художником Гюставом Моро і у подальшому звернувся до символізму. 
Фернан Кнопфф вважається одним із засновників групи митців ХХ (Groupe des XX). У 1892 році роботи Кнопфа брали участь у салоні Salon de la Rose-Croix, а також у виставці віденського сецесіону. Попри вроджену замкнутість, із часом Кнопфф здобув визнання і пошану. Пізніше він навіть отримав бельгійський Орден Леопольда.
У своїх живописних роботах Кнопфф вибирає темні тони, якими навіює на полотні містичні фантазії. У першу чергу, Кнопфф справив вплив на німецький символізм, наприклад, на Франца фон Штука, та югендштіль. На картинах Кнопфа часто можна побачити жіночі образи у вигляді сфінксів і химер: «Спляча гарпія», «Самотність»(1894) і «Мистецтво, або ніжність сфінкса» (1896). Фернан Кнопфф також писав портрети і пейзажі та виконував ілюстрації до творів інших тогочасних символістів.

## Галерея

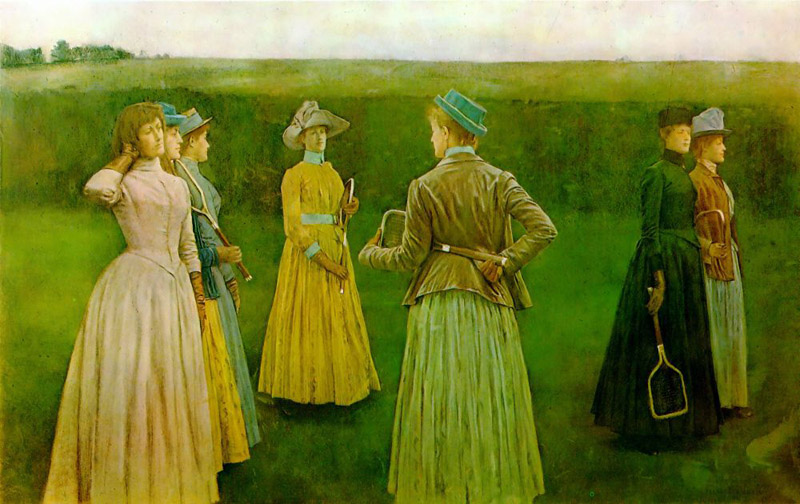
Спогади, 1889, Королівський музей витончених мистецтв, Брюссель
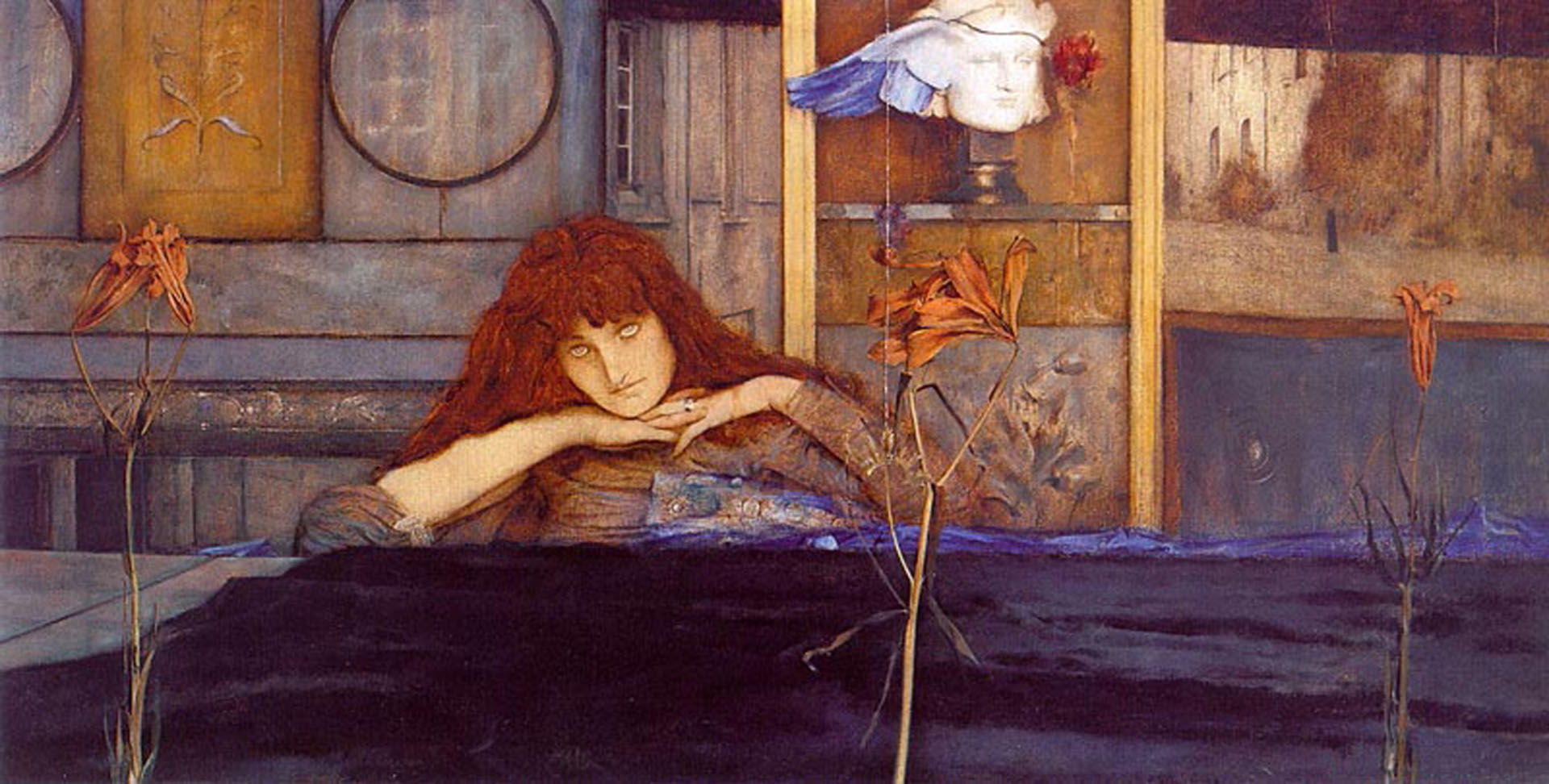
Я сама закрила свої двері, 1891, Нова пінакотека, Мюнхен
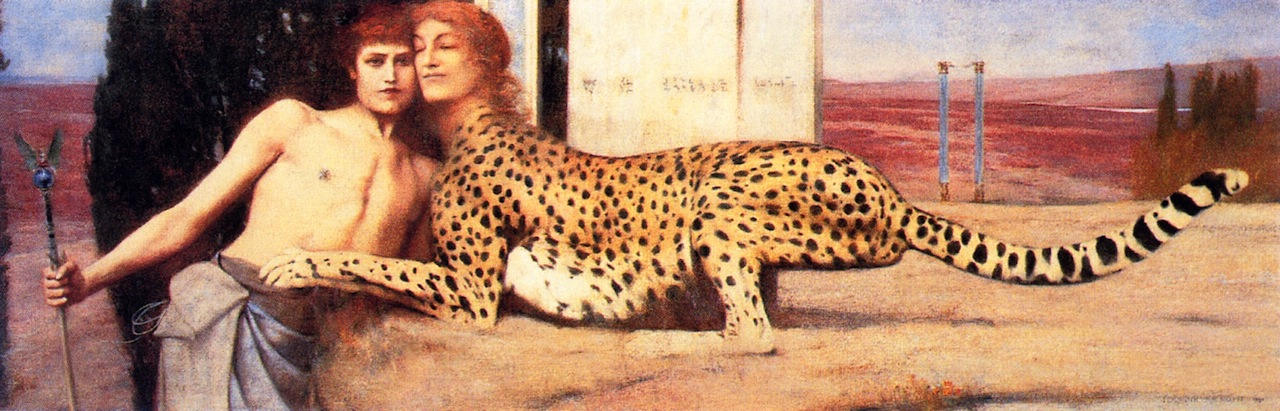
Мистецтво, або ніжність сфінкса, 1896, Королівський музей витончених мистецтв, Брюссель